# 가부키초 빌딩 화재

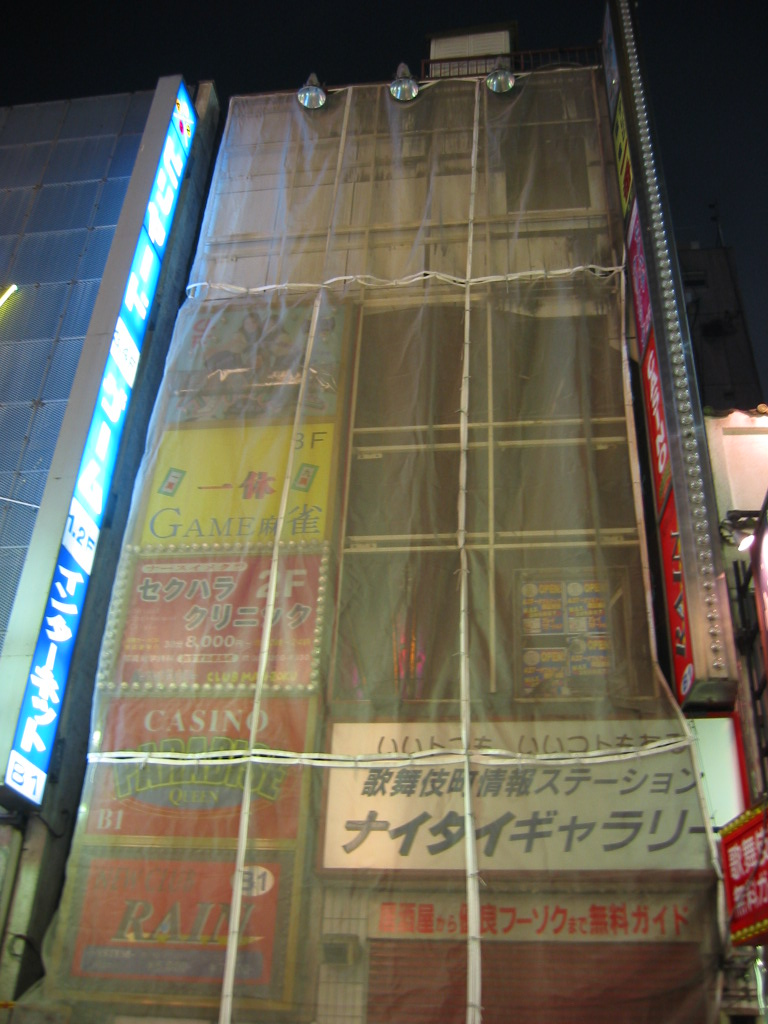
화재 후 건물 전경

가부키초 빌딩 화재(일본어: 歌舞伎町ビル火災)는 2001년 9월 1일에 도쿄도 신주쿠구 가부키 정에 있는 '묘조 56 빌딩'(明星56ビル)에서 일어난 화재사고이다. 44명이 사망하여 사망자 수로 따졌을 때, 제2차 세계 대전 이후 5번째 규모의 대참사였다. 사상자가 많았던 원인은 피난용 통로가 충분하지 못했기 때문으로 보고 있다. 화재의 원인은 방화로 추측되지만, 현재까지 확정된 바 없으며, 또한 범인도 발견하지 못한 상태이다.

## 개요
그 때 건물 안에 있던 손님과 종업원 중, 3층에 있던 19명 중 16명, 4층에 있던 28명 전원, 총 44명이 사망하고, 3층에서 빠져나온 3명이 부상을 입었다.
3층과 4층에 있는 술집'슈퍼루즈(スーパールーズ)'의 방화벽이 열려 있었기 때문에, 불길과 연기가 번지는 속도가 빨라져 피해를 확대시킨 원인이 되었다. 44명 전원의 사인(死因)이 급성 일산화탄소 중독이었다는 것이 이를 뒷받침해준다.
이 사건은 이미 내부에서 화재가 일어났을 때 종업원 중 한 명이 아무것도 모르고 문을 열어 버려 백드래프트(backdraft)가 일어났다. 이 종업원은 길 옆에 있는 비상구에서 그대로 뛰어내려 구급 요청을 하였다. 또한, 종업원 두 사람은 다른 창문에서 지붕을 타고 탈출하였다. 3층 게임점에서 살아난 3명은 사무실 창문으로 탈출한 종업원인데, 종업원임에도 불구하고 피난 유도는 하지 않았다. 또한 이 때 목격 증언에서 '4번째' 생존자가 있었던 듯 하지만, 이 인물의 행방은 확인되지 않았다.
자동 화재 경보기가 설치되어 있었지만, 오작동을 자주 일으켜 전원이 꺼져 있었다. 또한, 4층은 천장에 있는 화재 경보기를 내장재로 덮어버린 상태였다.
언론에서는 당일은 물론 다음날인 토요일에도 정규 방송을 중단하고 보도 특별 프로그램을 편성하여 이 사건을 크게 다루었다.
그러나, 이로부터 10일 뒤인 9월 11일, 9·11 테러가 발생하여, 사건에 대한 보도가 잦아들었다.

## 경과

### 화재의 원인
화재 현장 검증에 따라 발화점은 3층 계단에 있는 도시가스 계량기 박스 근처였던 것으로 밝혀졌다. 계량기 본체는 가스관에서 떨어져 계량기 박스 내 저면에 서 있는 채로 발견되었다.
이 계량기 상태가 문제가 되었는데, 가스관을 연결하는 알루미늄 합금의 이음새가 불길에 의해 녹아서 떨어졌다는 설이 유력하지만, 과연 알루미늄 합금이 녹을 수 있을 정도로 온도가 올라갈 수 있는지에 대한 의혹이 나와, 방화범이 고의로 떼어놓은 것이라는 설도 난무하여, 한동안 언론에서 시끄러웠다.
또한, 발화 시각쯤에 이 건물에서 걸어 나오는 수상한 인물이 있었다는 목격 정보도 있었지만, 확증은 없다.
그렇기 때문에, 지금까지 발화 원인은 알 수 없는 상태이다.

### 관리 책임
2003년 2월, 건물 소유자 및 세입자 등 6명이 소방법 위반, 업무상 과실치사 혐의로 체포되었다.
당해 건물은 도쿄 소방청에서 사용 금지 명령을 받았고, 희생자의 유족들이 소유자 및 세입자를 상대로 손해배상 청구를 하였으며, 2006년 4월 18일 합의가 성립된 후 해체되었다.
2008년 7월 2일, 도쿄 지방 재판소는 빌딩 소유자 피고인 5명을 유죄(집행유예), 마작게임점 점장만 무죄로 판결을 내렸다.

## 법 개정
이 화재를 계기로 2002년 10월 25일에 소방법이 대폭 개정되었다.
자동 화재 경보기 의무 설치 기준 대상이 확대되고, 소방법 위반에 대한 벌칙을 강화하고, 방화대상물점검보고제도(일본어: 防火対象物点検報告制度)가 창설되었다.

## 같이 보기
- 도쿄 뉴재팬호텔 화재사고